# جوليان تومسون
جوليان تومسون (بالإنجليزية: Julian Thompson)‏ (1968 - ) هو لاعب كريكت جنوب أفريقي.

## وصلات خارجية
- جوليان تومسون على موقع إي آس بي آن كريك إنفو (الإنجليزية)